# Дім весталок

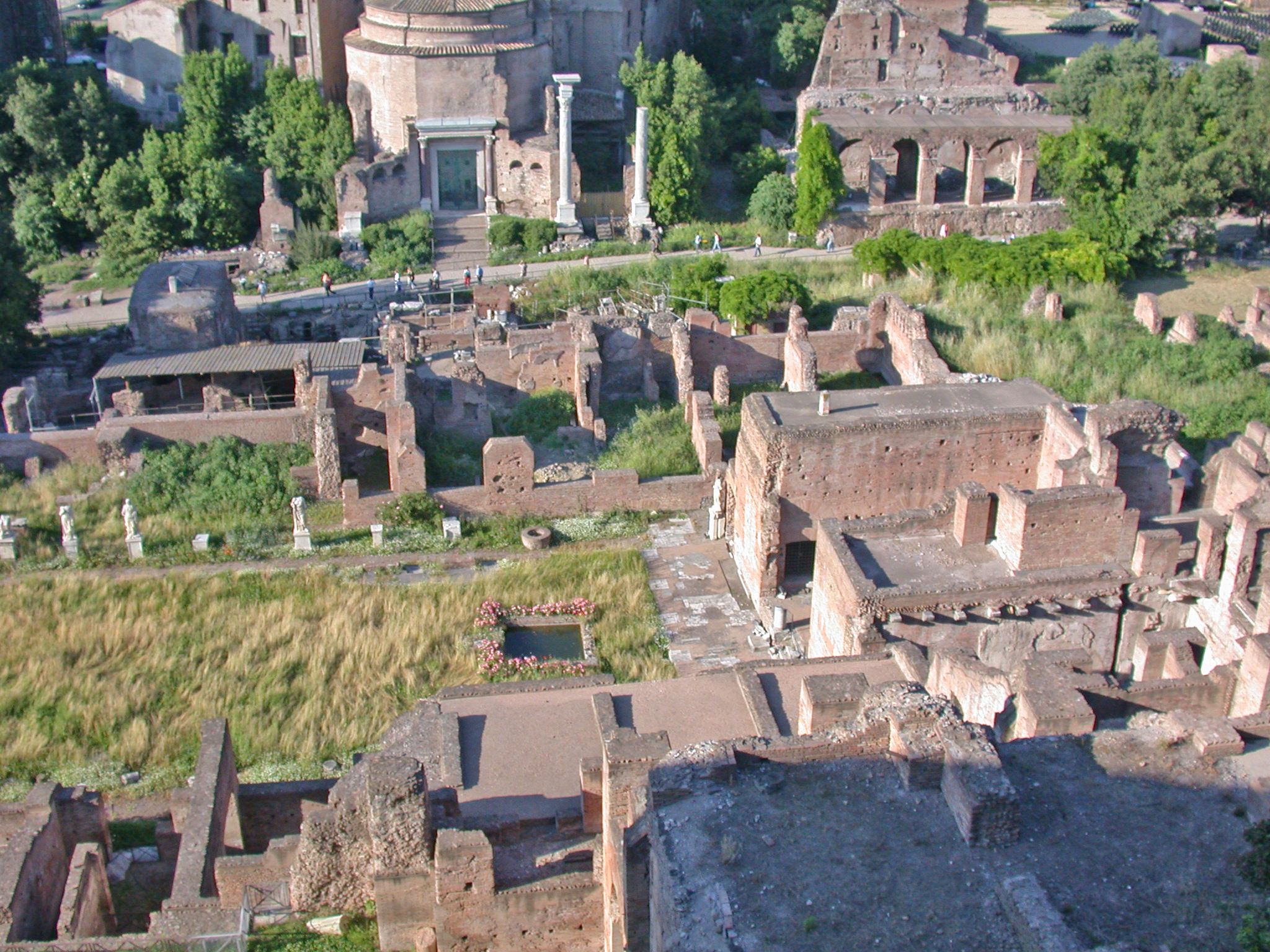
Дім весталок. Східна частина

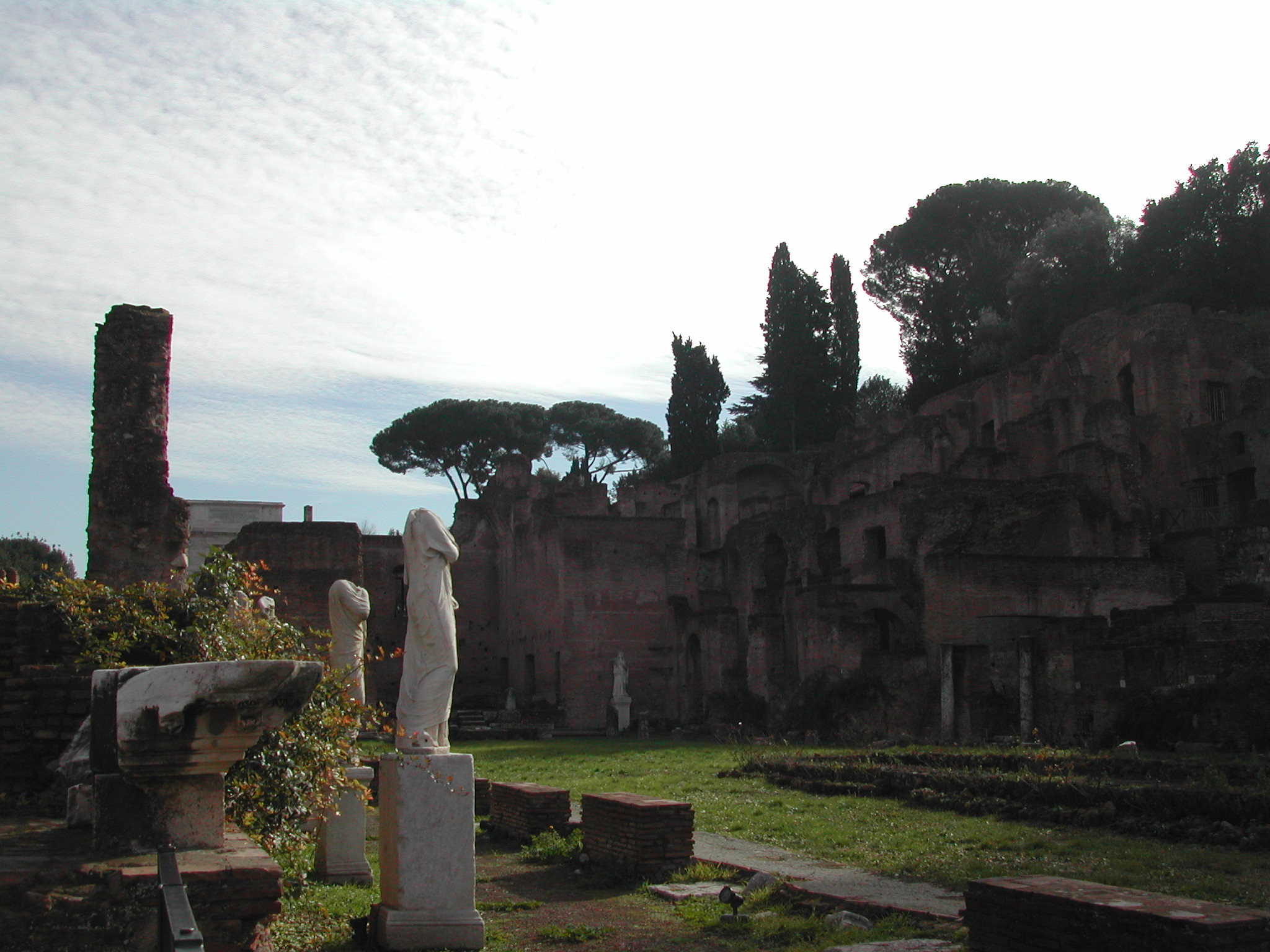

Дім весталок (лат. Casa delle Vestali) — будівля поруч із храмом Вести в Римському Форумі. Від будинку зберігся прямокутний атріум, який раніше обрамлювали двоповерхові портики на колонах. У портиках стояли статуї верховних жриць Вести, деякі з них дійшли до наших днів. 

## Історія
При новітніх розкопках знайдені залишки храму Вести, разом з житлом весталок. Цей будинок знаходиться біля підніжжя Палатина, поблизу Форуму. Нічого не відрізняє його від звичайного римського будинку. Він складається з прямокутного атріуму в 68 метрів довжини і 28 метрів ширини, оточеного портиком в 44 колон. З атріуму був хід у різні приміщення, розташовані в два поверхи. Головним з них був tablinum - великий і розкішний приймальний зал. З боків його йшли шість кімнат, призначених, мабуть, для шести весталок. Посеред атріуму видно сліди якогось маленького восьмикутного приміщення, ретельно знищеного і порівнянного з землею; можливо, що його зруйнували самі Весталки перед тим, як їх громада була знищена при імператорі Феодосії І, і що це саме і було потаємне святилище, в якому зберігалися священні предмети. У портику стояли статуї великих весталок, поставлені різними особами, облагодіяними ними; таких статуй було знайдено 12, з них тільки у трьох уціліла голова. Розкопки також показали, що будинок весталок неодноразово перебудовувався за часів Римської імперії.

## Галерея

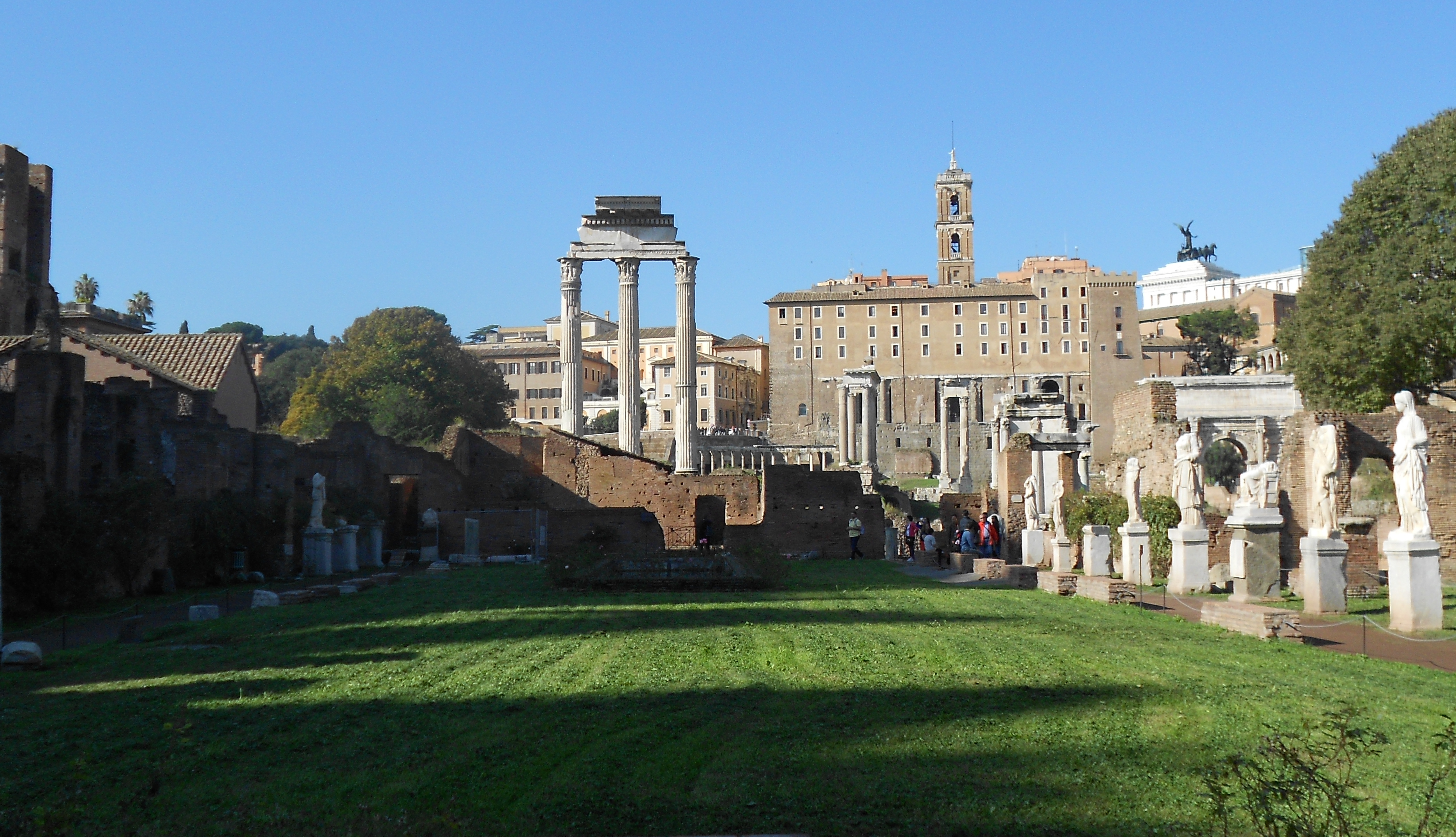
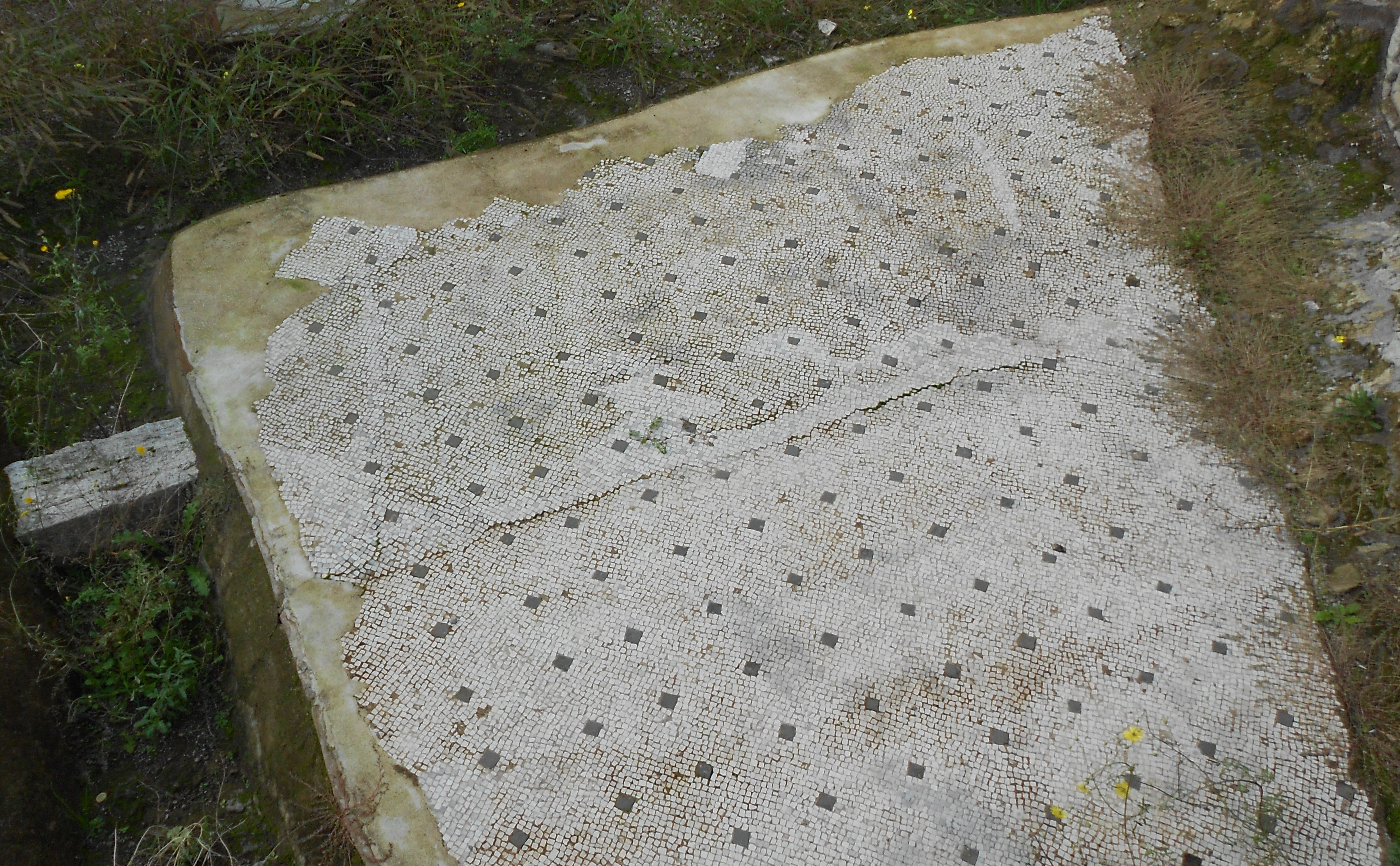
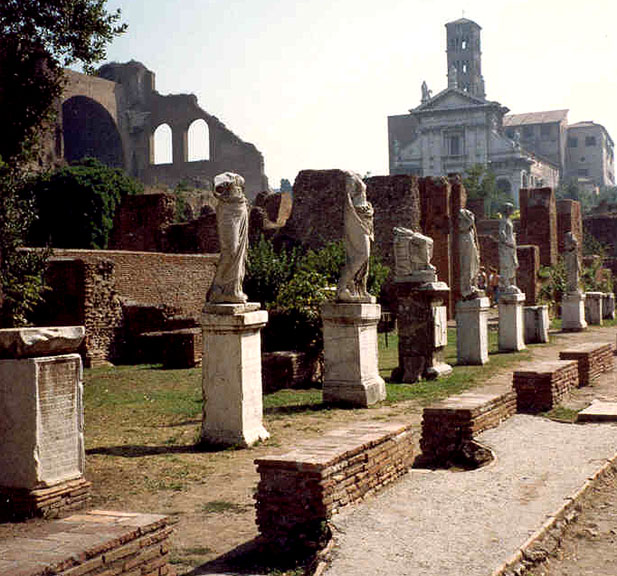
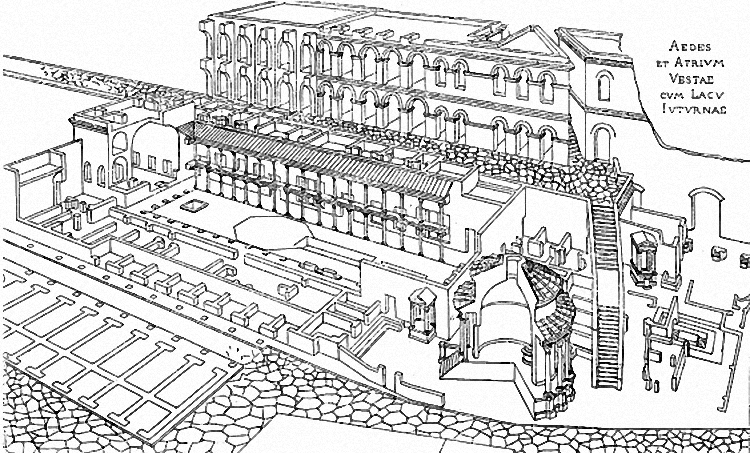
Реконструкція атріуму Вести, 1905
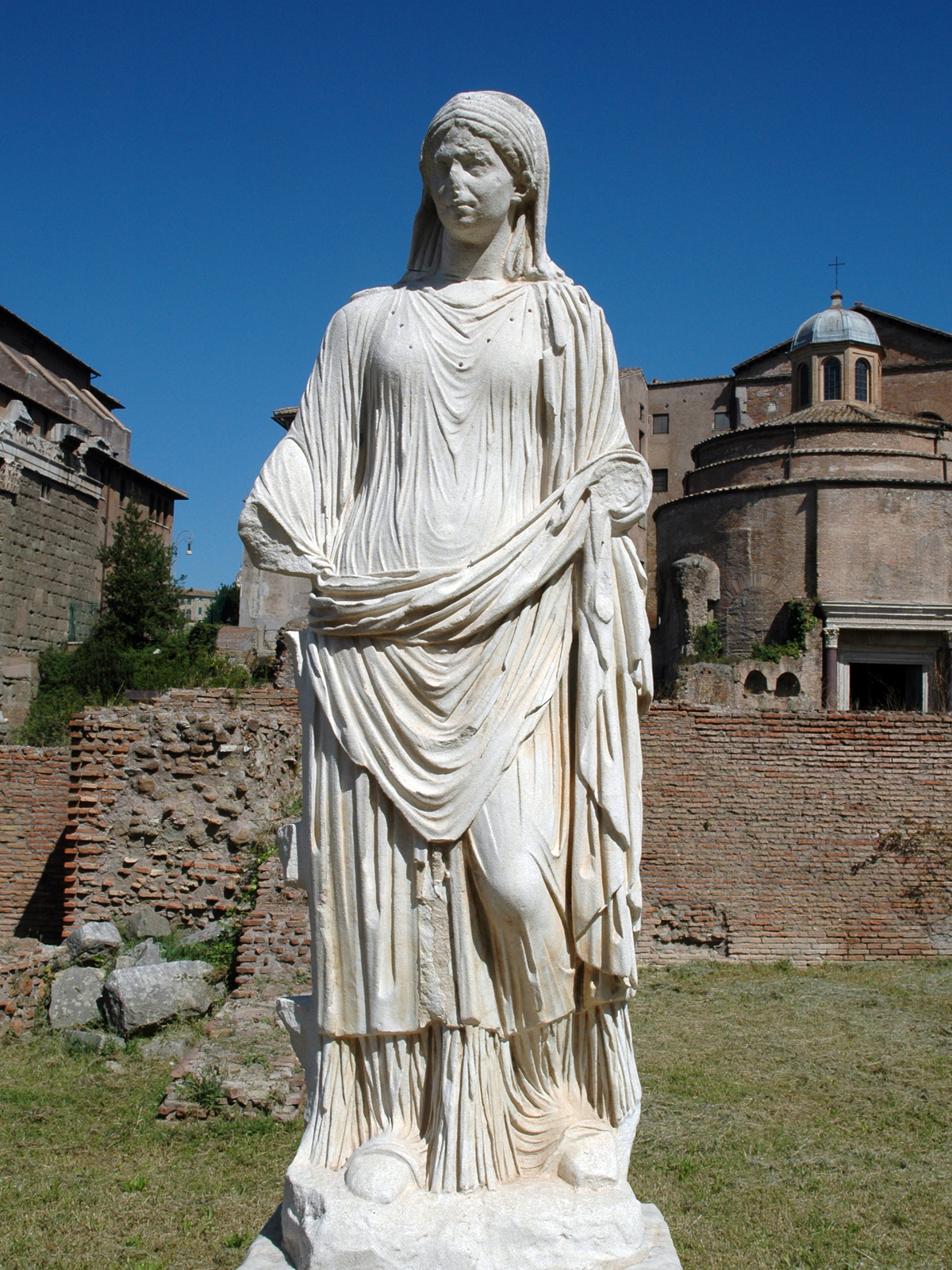
Статуя з дому весталок
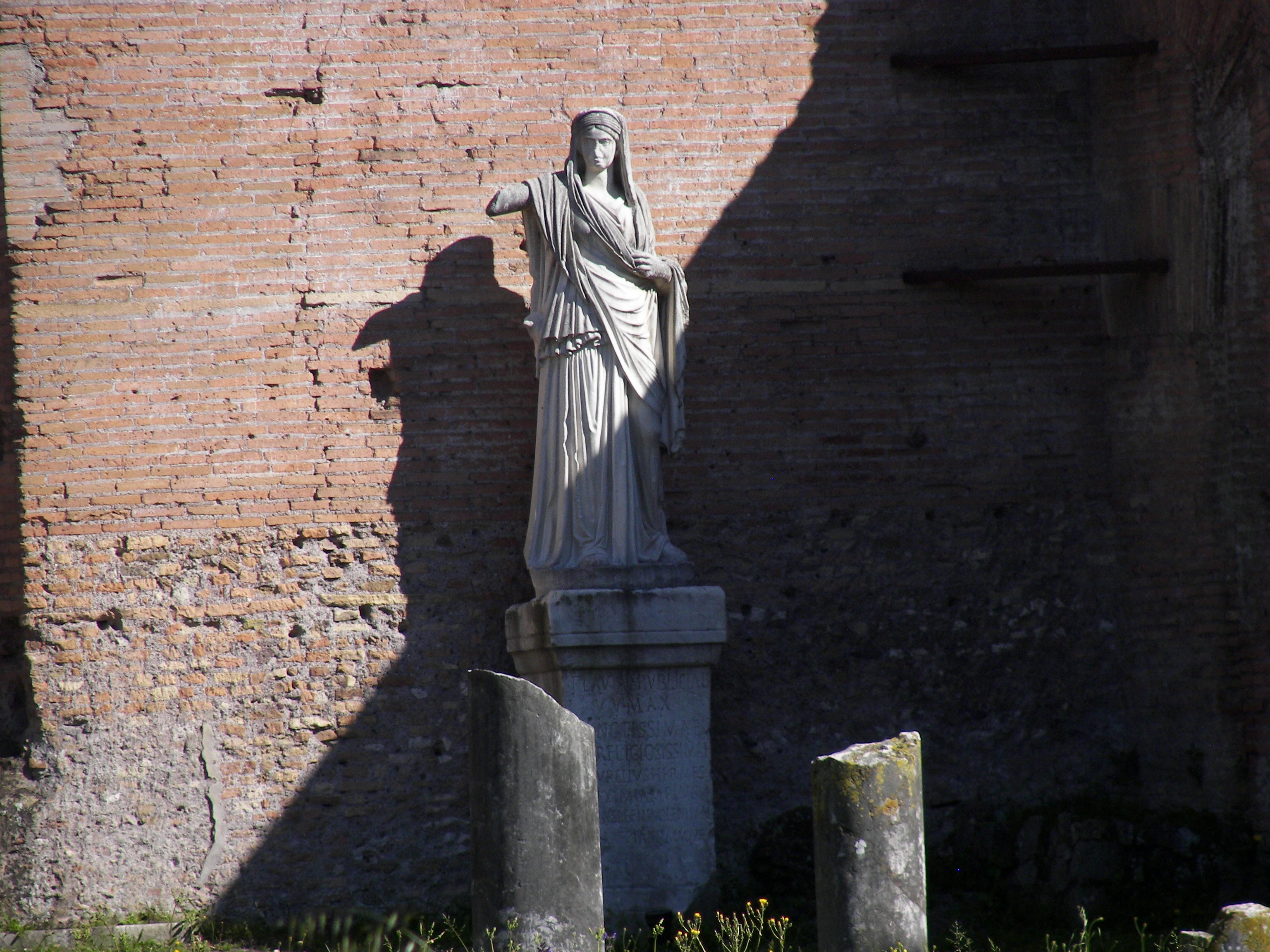
Статуя Флавії Публіції
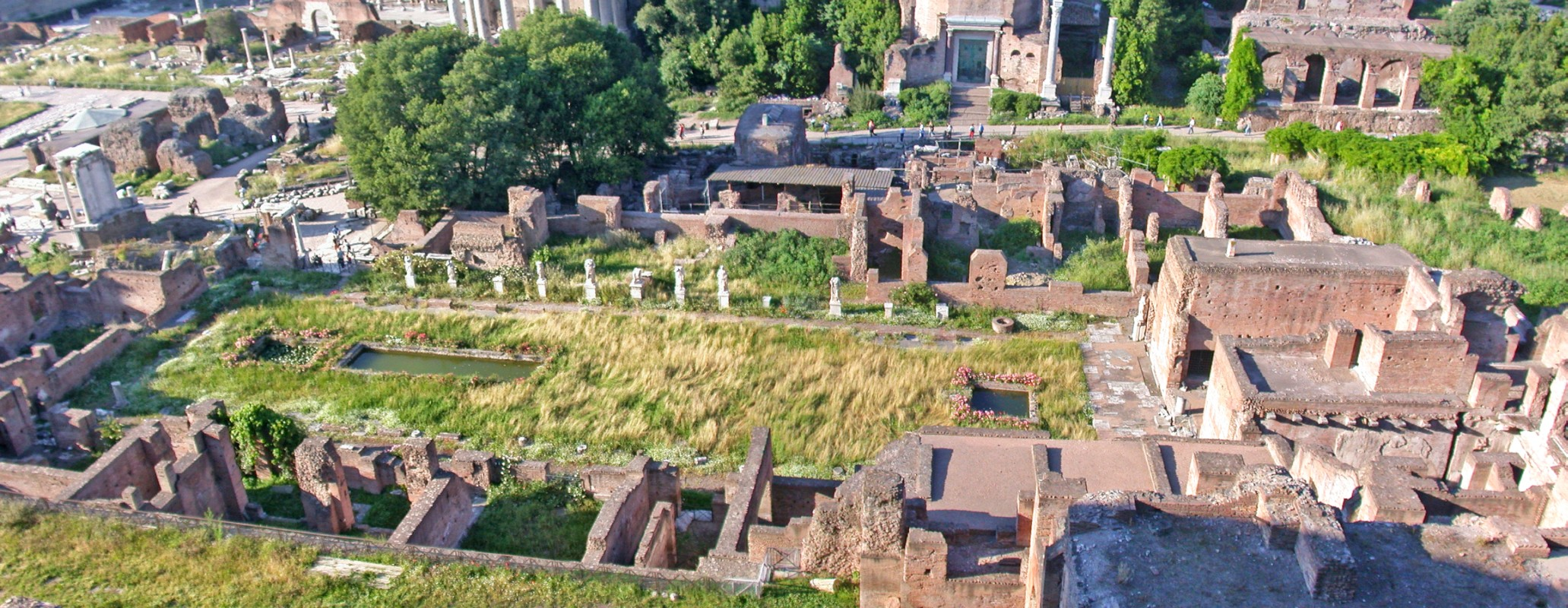
Сучасний вигляд з Палатину
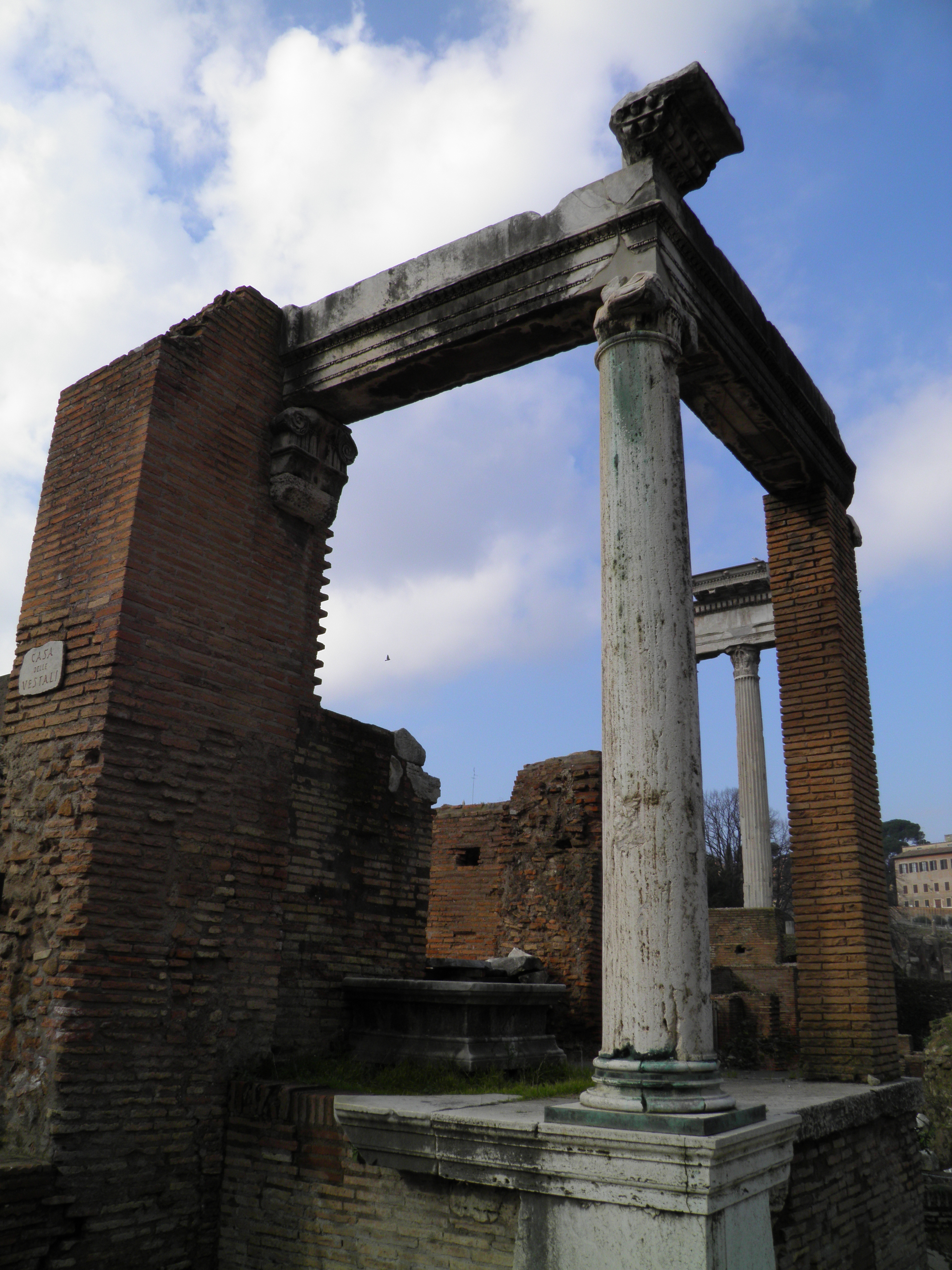
Атріум
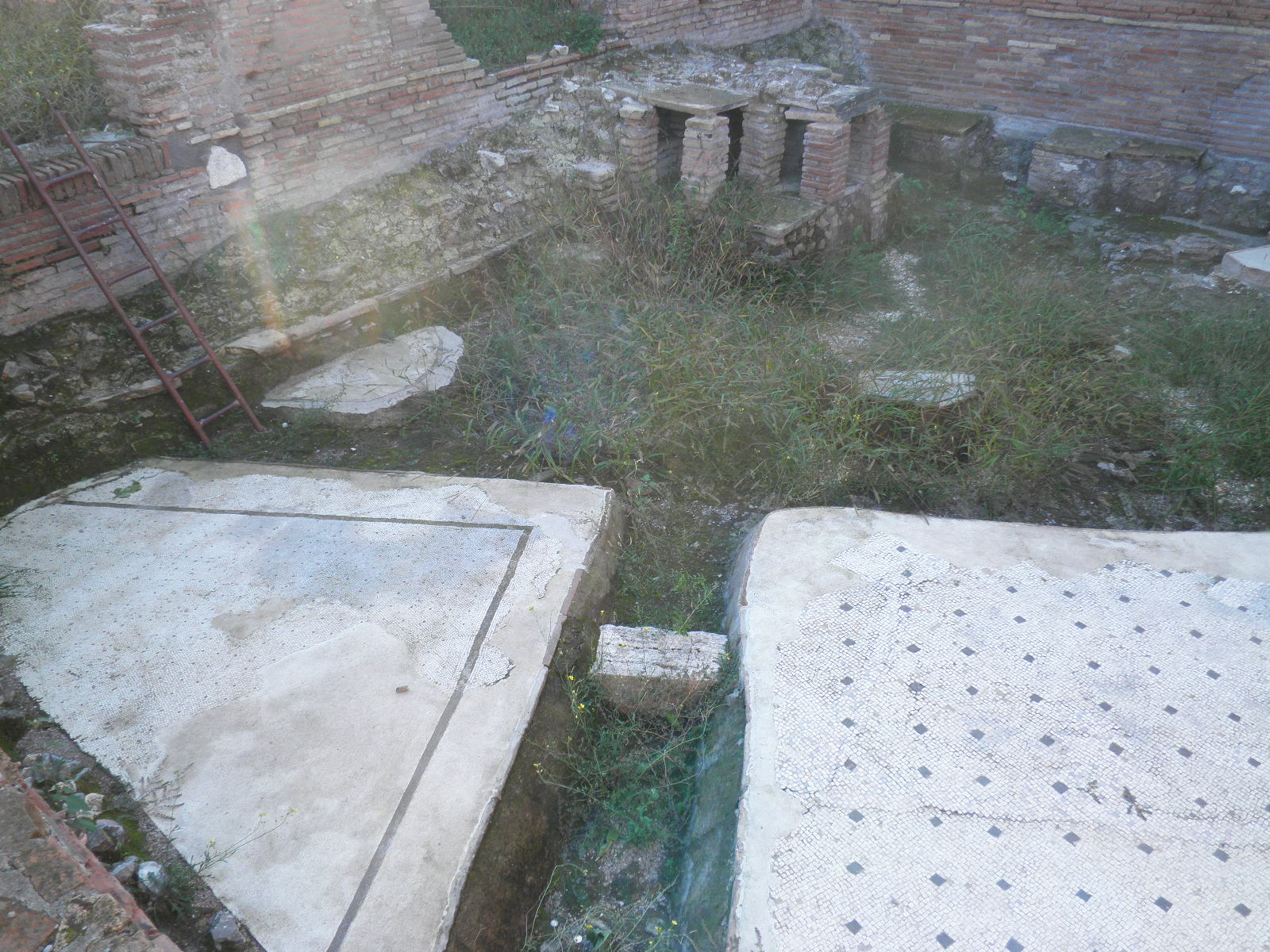